# 元亨疗马集
《元亨疗马集》是中国古代一部兽医经典著作，刊行于1608年（明萬曆36年），作者为喻氏兄弟，兄喻仁，字本元，别号曲川；弟喻杰，字本亨，别号月川，皆為安徽六安市人。
寫作背景為作者二人任六安的醫獸，因精湛的醫術在家鄉出名，時值都察院御史丁賓，至安徽視察時發現當地馬匹健康狀況不佳，因而邀請兩人前來醫治，成效甚佳，故又鼓勵作者二人將醫術經驗整理成冊，以惠後人。
《元亨療馬集》作為明代獸醫專著的代表，其特殊性在於其架構完整，以陰陽五行、經絡脈行、望聞問切為本書著作基礎 ，和過去一般醫書僅對病症潦草介紹相當不同。成書後喻氏兄弟二人又增補了《醫牛經》、《醫駝經》。
該書是中國流傳最為廣泛的一部獸醫著述，其貢獻在於將中國過去的獸醫書，如唐代李石所著之《司牧安驥集》中的醫術與療方，整理成冊。喻氏兄弟兩人為六安之獸醫，對於馬的病症除了理論上的知識，更有許多實際病例可供參考。兩人憑藉豐富的經驗改良醫術並增補，在書中輔以大量圖畫，使獸醫這項專精的技術不只能被專業人士使用，庶民百姓也能依照圖片與簡單的敘述，判斷馬匹病症進行醫治。
《元亨療馬集》一書除集所有獸醫書之大成，更重要的是使獸醫術較平易近人。書中內容無過多艱澀內容，取而代之的是易上口的醫歌與簡單清楚的圖畫。在醫術方面包括針灸學、經絡等理論，更輔以民間流行的五行概念寫作。